# Île de Gezira
L'île de Gezira, en arabe الجزيرة, al-Ǧazīra, parfois appelée ez-Zamalek du nom de l'un de ses quartiers, est une île d'Égypte située sur le Nil, dans la ville du Caire. Fortement urbanisée, elle forme un quartier résidentiel aisé où se trouvent de nombreuses ambassades, la tour de télévision, l'opéra khédival, le musée d'art moderne égyptien ainsi que de nombreux hôtels, restaurants, parcs et jardins.

## Géographie

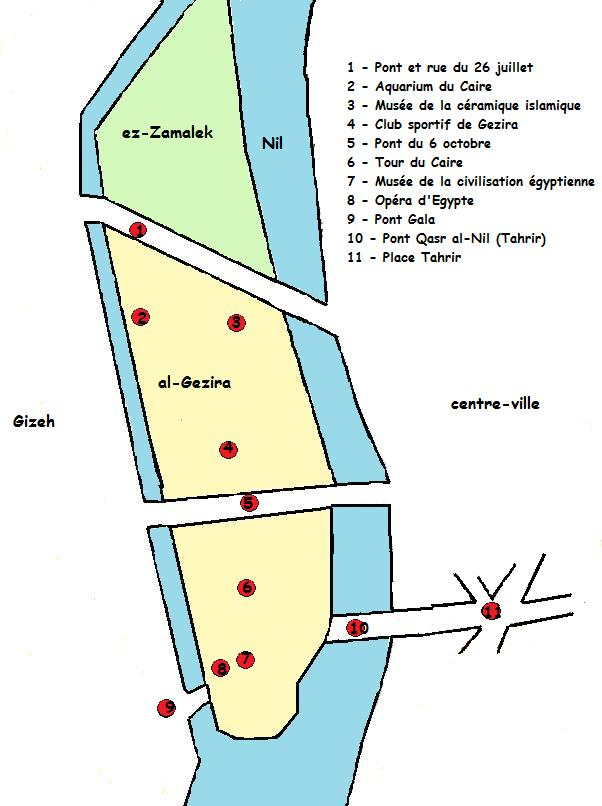
Plan schématique de l'île de Gezira.

L'île de Gezira est située en Égypte, sur le Nil, dans la ville du Caire. Longue de 3,9 kilomètres, elle se trouve entre le centre-ville, à l'est, et Gizeh, à l'ouest. L'île coïncide avec le district administratif Az-Zamālik qui, au recensement de novembre 2006, avait une superficie de 2,772 0 km2 et une population de 17 365 habitants.
L'avenue du 26 juillet délimite deux quartiers : Az-Zamālik (الزمالك) au nord et el-Gezira au sud. 
L'île est desservie par les lignes 1 et 2 du métro, avec, respectivement, les stations El Zamalek et Gezira (Opéra).
L'île est reliée par trois ponts à chaque rive du Nil. Ce sont, d'amont en aval (du sud au nord) : 
- le pont Qasr al-Nil, aussi appelé pont Tahrir, qui met le complexe du Centre culturel national en communication avec la place Tahrir (Midan et-Tahrir), à l'est, et se prolonge, à l'ouest, par le pont Gala ;
- le pont du 6 Octobre, reliant les deux rives du Nil, et traversant le centre de l'île ;
- le pont du 26 Juillet, et l'avenue du même nom, traversant l'île en biais, venant du sud-est (Boulaq, dans le nord du centre-ville du Caire) et se dirigeant au nord-ouest (Mohandiseen, à Gizeh)[1].

## Histoire

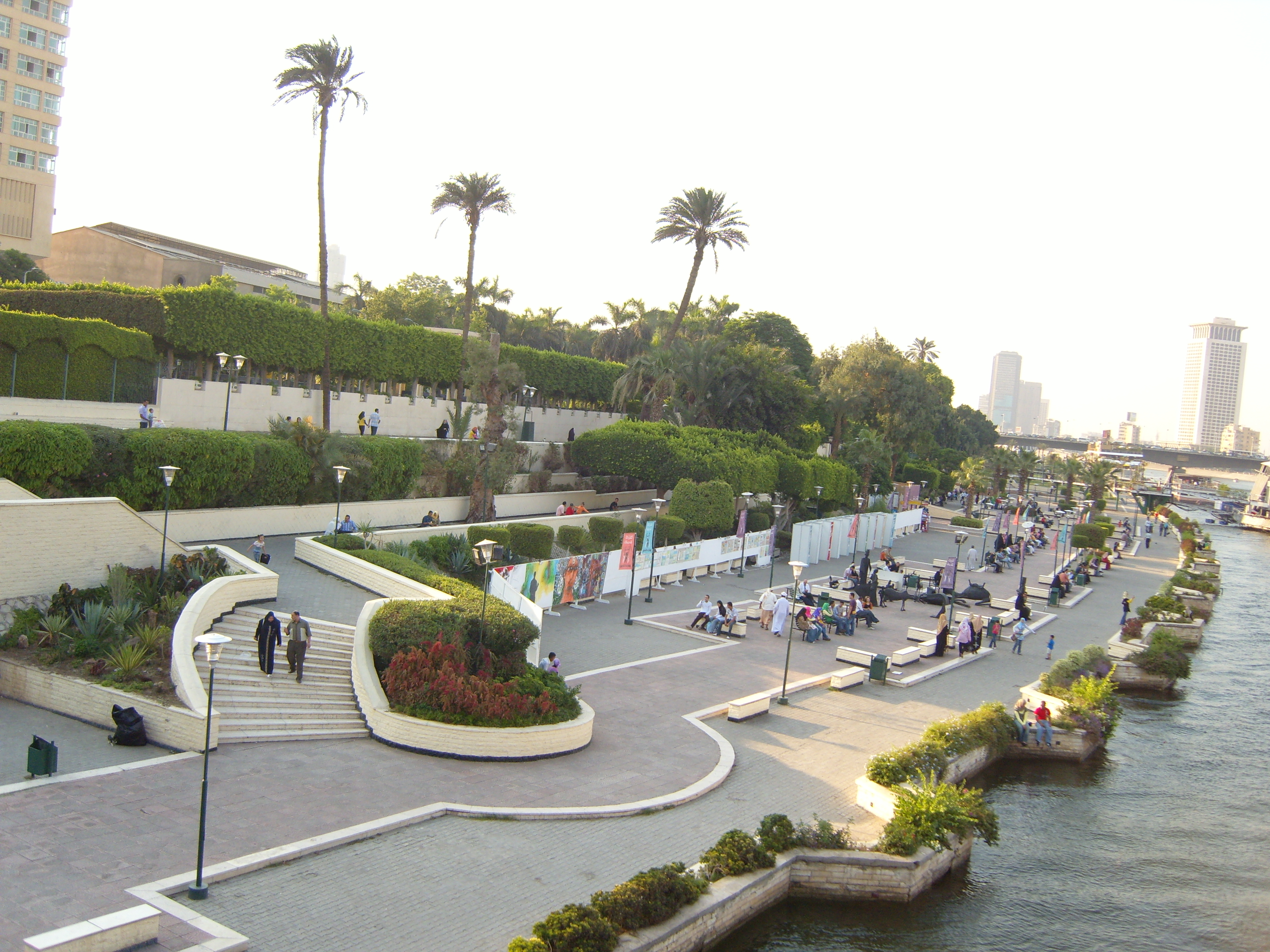
Promenade le long du Nil, vue du pont Tahrir.

L'île de Gezira est créée par une accumulation d'alluvions au XIVe siècle et demeure inhabitée jusqu'en 1830. Elle est alors appelée Gezirat Boulaq (île de Boulaq), du nom du port situé sur la rive orientale du fleuve. C'est à cette date que Méhémet Ali fait construire un palais et une caserne de la garde dans la partie nord de l'île. L'urbanisation de l'île de Gezira commence entre 1863 et 1868. En 1869, Ismaïl Pacha confie à l'architecte allemand Julius Franz la construction du palais de Zamalek, aussi appelé palais de Gezira. Une légende prétend que ce palais d'été était initialement destiné à accueillir trois des quatorze femmes du harem, mais, en réalité, son rôle est, dès l'origine, d'héberger les nombreux invités venus assister aux cérémonies d'ouverture du canal de Suez, parmi lesquels l'empereur français Napoléon III et son épouse Eugénie de Montijo. Le palais fait maintenant partie de l'hôtel Marriott. 
Sous le khédive Ismaïl Pacha, au XIXe siècle, l'île est d'abord appelée « Jardin des plantes », car elle abrite une collection de végétaux exotiques venus du monde entier, mais aussi d'animaux africains. Elle est reliée à Gizeh par un petit pont, prolongé par la rue alors appelée Zamalek, du nom d'un hameau de Gizeh, rebaptisée ensuite rue Fouad, puis, après 1952, avenue du 26 juillet. Vers la fin du XIXe siècle, avec l'emménagement de familles fortunées du Caire, l'île est devenue une des zones résidentielles les plus huppées de la capitale. Les deux premières écoles construites sur l'île sont le collège catholique de filles et l'école préparatoire de garçons Saint Joseph.
Lors de l'indépendance de l'Égypte (1922) et, spécialement après la proclamation de la République (1953), des ensembles résidentiels de luxe y sont construits et de nombreuses ambassades y prennent leurs quartiers. La partie la plus septentrionale de l'île est marécageuse et est entièrement submergée par les crues du Nil. Ce n'est qu'après la construction du Haut barrage d'Assouan qu'elle est urbanisée. Au début du XXIe siècle, les terrains situés sur l'île de Gezira sont parmi les plus coûteux de la capitale égyptienne[réf. souhaitée].

## Monuments et attractions touristiques

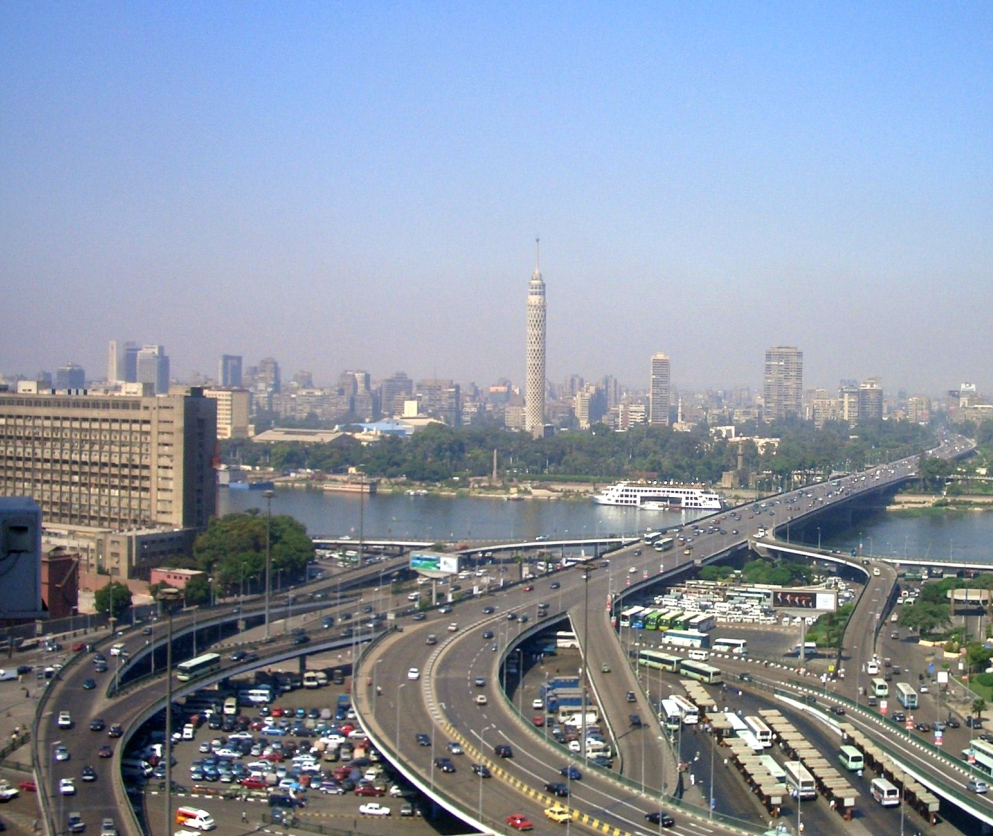
Vue de l'île de Gezira avec la tour de télévision et le pont du 6 Octobre.

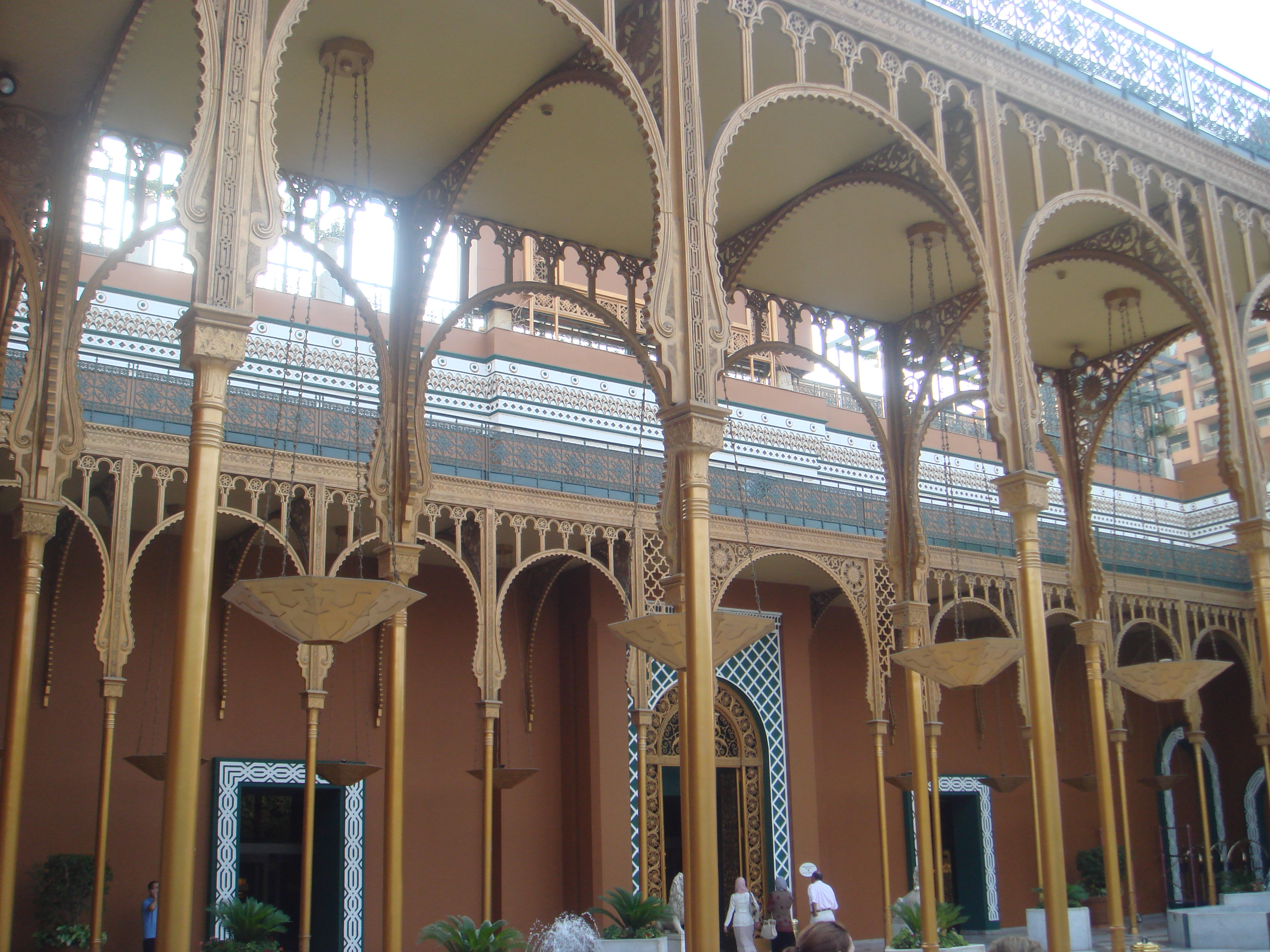
Entrée du palais d'Ismaïl Pacha (maintenant hôtel Marriott du Caire.

- La tour du Caire, de la télévision Kayiry, construite entre 1956 et 1961, est, avec 187 mètres de haut, la construction en béton la plus élevée d'Égypte. Elle s'élève à proximité du Gezira Sporting Club[7]. Son sommet abrite un restaurant panoramique. Dans le parc qui l'entoure, on peut observer une statue antique de la déesse Sekhmet[8]. La tour est visible de toute la ville du Caire[1].

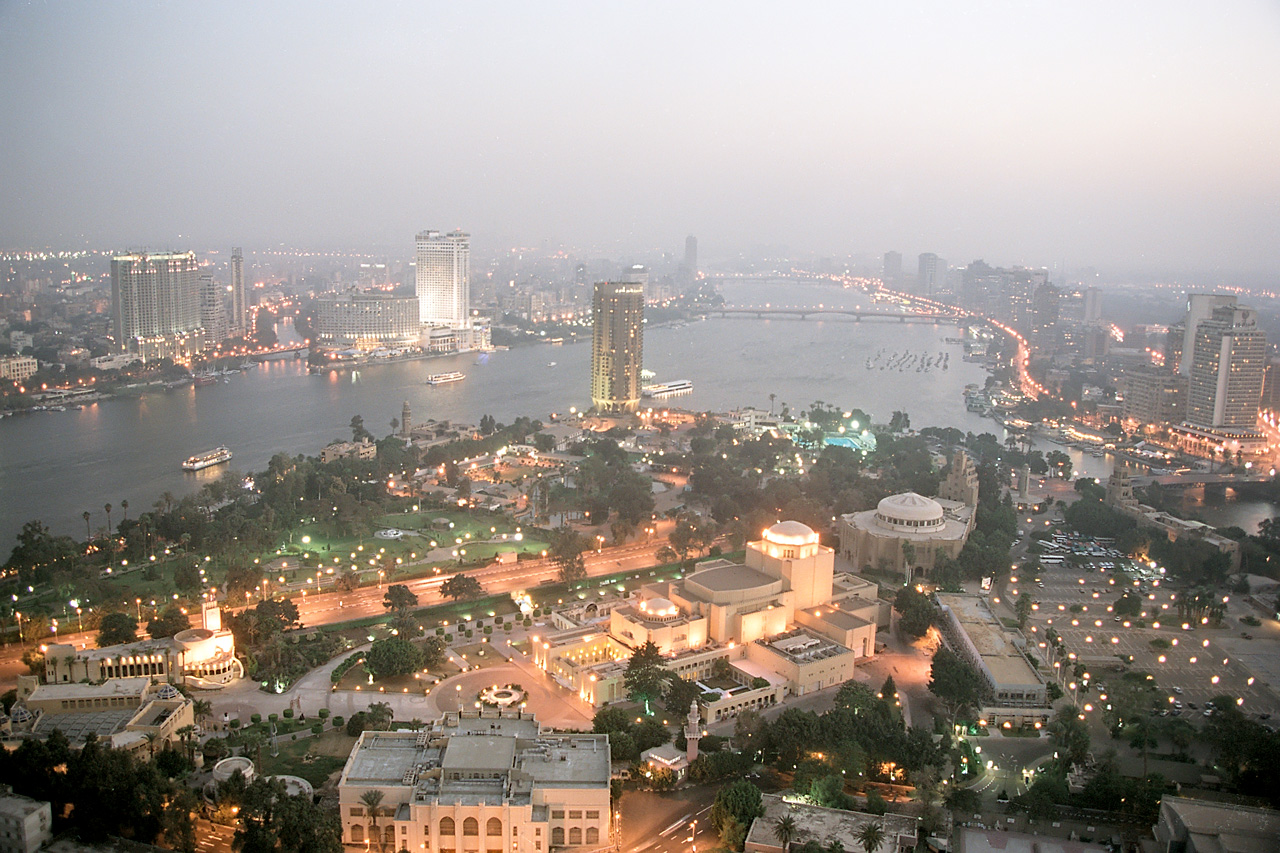
Le centre culturel national, vu du haut de la tour du Caire.

- Le centre culturel national, dont l'opéra d'Égypte est la pièce maîtresse, est voisin de la tour du Caire. L'opéra royal, fondé par le khédive Ismaïl (le commanditaire d'Aïda, de Verdi) est fondé en 1869. Détruit par un incendie en 1971[1], il est reconstruit en 1988 avec des fonds japonais. Il possède deux salles de 1 300 et 500 places et un théâtre de plein air[1]. C'est le siège d'un des plus importants orchestres d'Égypte.
- Le centre culturel El Sawy, situé près du pont du 15 mai, à Zamalek, est l'une des plus importantes structures culturelles d'Égypte[9], avec une scène de plein air servant à des concerts de musique[1].
- Le palais d'Ismaïl Pacha, construit en 1869, est un complexe de style éclectique arabo-européen entouré des 2,4 hectares du jardin Omar Khayyam[1]. Il constitue l'édifice central de l'hôtel Marriott du Caire. Il dispose d'une jetée qui permet l'accès à partir du Nil[10].
- Le musée de la céramique islamique, installé en 1988 dans l'ancien palais du prince Amr Ibrahim[1], en face du club sportif de Gezira[3], abrite la plus grande collection de ce type, avec des pièces provenant de tous les pays islamiques, du Maroc à l'Iran.
- Le musée d'art moderne égyptien Saray an-Nasr[3] est situé dans l'enceinte de l'opéra, avec un accès direct à partir du métro.
- Le musée Mahmud Mokhtar, qui expose les mausolées réalisés par le sculpteur égyptien Mahmud Mokhtar pour des personnalités égyptiennes, le musée de la civilisation égyptienne, le musée de Gezira, dont les collections comprennent des céramiques[1], des objets ayant appartenu à la famille royale et des œuvres d'art contemporaines[1], et le planétarium, sont tous situés dans le même bâtiment[1].
- L'aquarium du Caire est créé en 1874 et entouré d'un grand parc. Les Britanniques réduisent fortement la taille de ce dernier lors de la création du club sportif[11].
- De nombreuses ambassades : Algérie, Brésil, Canada (installée dans la résidence occupée par la reine Farida, de 1948 à 1958, jusqu'à son divorce avec le roi Farouk), Chine[1], Espagne, Libye, Pologne, Roumanie.
- L'université américaine au Caire[1].
- La faculté des Beaux-Arts du Caire.
- Le palais du prince Sa'id Toussoun est maintenant un bâtiment du Conseil de ministres[3].
- L'Auberge royale, près de l'hôtel Sheraton de Gezira, a été transformée en établissement militaire[3].
- La galerie du Nil (Saray an-Nil) expose des œuvres d'artistes contemporains[3].
- Le bâtiment du syndicat des artistes Al-Mustadira sert aussi de lieu d'exposition d'art contemporain[3].
- La Galerie d'Akhenaton du ministère de la culture est située dans une villa[1].
- Le centre culturel italien[3].
- Khan al-Maghraby, à Zamalek, est une petite galerie qui expose de jeunes artistes égyptiens[1].
- La galerie Picasso et la Galerie Safar Khan sont des galeries d'art égyptien contemporain[1].
- Le musée entomologique[4].

## Sports
Le club sportif de Gezira, créé par les Britanniques en 1882, sur le modèle du club Hurlington de Londres, est le plus ancien et le plus grand club sportif d'Égypte. Il comporte quatre restaurants, une piscine, des terrains de jeu, des sentiers de marche, des aires de jeu pour enfants, des saunas et des courts de tennis. On peut y pratiquer le tennis de table, le squash, le croquet et le basket ball. Le club reste très exclusif.
L'île possède également un club de golf et un club de tennis de table, ainsi que le stade Ahly.

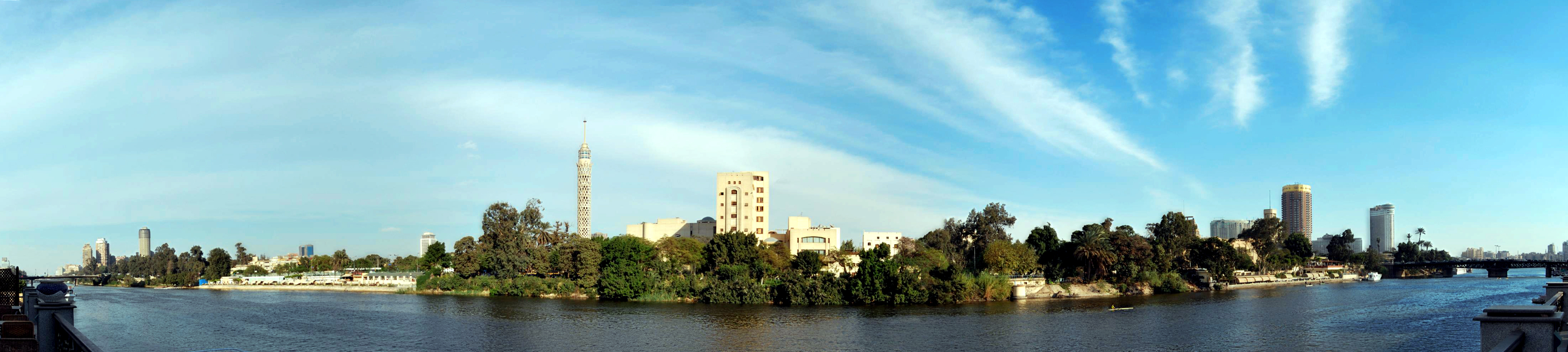
Vue panoramique de l'île de Gezira.